# Llista de topònims de Tagamanent
Llista de topònims (noms propis de lloc) del municipi de Tagamanent, al Vallès Oriental
Informació actualitzada per un bot. Els canvis manuals es perdran quan s'actualitzi!

## arbre singular
| imatge | Nom                                     | Ubicat a   | instància de   | Detalls | coordenades                                                                                                 | Protecció | Commons (més fotos) | Dades a WD                    |
| ------ | --------------------------------------- | ---------- | -------------- | ------- | --- | --------- | ------------------- | ----------------------------- |
|        | alzina de l'Agustí                      | Tagamanent | arbre singular |         | 41° 45′ 01″ N, 2° 18′ 22″ E / 41.75028°N,2.30608°E ca:Pla de la Calma                                       |           |                     | Modifica les dades a Wikidata |
|        | lledoner de Castellseguer               | Tagamanent | arbre singular |         | 41° 44′ 06″ N, 2° 16′ 46″ E / 41.73495°N,2.27948°E ca:Prop del Collet i Turó de Seguer.                     |           |                     | Modifica les dades a Wikidata |
|        | pi del camí de les casetes de la coveta | Tagamanent | arbre singular |         | 41° 44′ 26″ N, 2° 16′ 03″ E / 41.74062°N,2.26745°E ca:Barri de la Pedralba, carrer de la Font de la Coveta. |           |                     | Modifica les dades a Wikidata |
|        | roure de l'Agustí                       | Tagamanent | arbre singular |         | 41° 45′ 00″ N, 2° 18′ 20″ E / 41.75004°N,2.30564°E ca:Pla de la Calma                                       |           |                     | Modifica les dades a Wikidata |
|        | roure del Torn                          | Tagamanent | arbre singular |         | 41° 44′ 20″ N, 2° 15′ 50″ E / 41.73875°N,2.26386°E ca:Vall del Congost, al Torn.                            |           |                     | Modifica les dades a Wikidata |
|        | til·ler de la Font Freda                | Tagamanent | arbre singular |         | 41° 44′ 31″ N, 2° 16′ 23″ E / 41.74188°N,2.273°E ca:Dins la finca del Folló, davant la Font Freda           |           |                     | Modifica les dades a Wikidata |
|        | til·ler de la Font de Sant Joan         | Tagamanent | arbre singular |         | 41° 44′ 19″ N, 2° 16′ 32″ E / 41.73849°N,2.27569°E ca:Finca del Folló                                       |           |                     | Modifica les dades a Wikidata |

## coll
| imatge | Nom                           | Ubicat a   | instància de | Detalls | coordenades                                                                                | Protecció | Commons (més fotos) | Dades a WD                    |
| ------ | ----------------------------- | ---------- | ------------ | ------- | ------------------------------------------------------------------------------------------ | --------- | ------------------- | ----------------------------- |
|        | Collet de la Creu de Can Coll | Tagamanent | coll         |         | 41° 44′ 25″ N, 2° 17′ 34″ E / 41.74036°N,2.2929°E ca:Sota el Turó de Tagamanent.           |           |                     | Modifica les dades a Wikidata |
|        | la Creu de l'Agustí           | Tagamanent | coll         |         | 41° 45′ 07″ N, 2° 18′ 28″ E / 41.75202°N,2.30787°E ca:Pla de la Calma, prop el mas Agustí. |           |                     | Modifica les dades a Wikidata |

## cova
| imatge | Nom               | Ubicat a   | instància de | Detalls | coordenades                                                         | Protecció | Commons (més fotos) | Dades a WD                    |
| ------ | ----------------- | ---------- | ------------ | ------- | ------------------------------------------------------------------- | --------- | ------------------- | ----------------------------- |
|        | cova de Fontmolsa | Tagamanent | cova         |         | 41° 45′ 04″ N, 2° 15′ 09″ E / 41.7510945277668°N,2.2526327685974°E  |           |                     | Modifica les dades a Wikidata |
|        | cova del Duc      | Tagamanent | cova         |         | 41° 44′ 37″ N, 2° 16′ 23″ E / 41.7435793988024°N,2.27317691445104°E |           |                     | Modifica les dades a Wikidata |

## curs d'aigua
| imatge | Nom                 | Ubicat a                                     | instància de                                               | Detalls                                                                      | coordenades                                                                                               | Protecció | Commons (més fotos) | Dades a WD                    |
| ------ | ------------------- | -------------------------------------------- | ---------------------------------------------------------- | ---------------------------------------------------------------------------- | --- | --------- | ------------------- | ----------------------------- |
|        | Congost             | província de Barcelona Osona Vallès Oriental | curs d'aigua àrea protegida Pla d'Espais d'Interès Natural | Travessa: Osona Vallès Oriental Desemboca: Besòs Llarg: 41km Conca: 358.4km² | 41° 32′ 47″ N, 2° 15′ 05″ E / 41.546525°N,2.251326°E 41° 50′ 34″ N, 2° 10′ 58″ E / 41.842662°N,2.182677°E |           | Congost River       | Modifica les dades a Wikidata |
|        | riera d'Avencó      | el Brull Aiguafreda Tagamanent               | curs d'aigua                                               | Desemboca: Congost Llarg: 13km Conca: 36.3km²                                | 41° 48′ 05″ N, 2° 20′ 49″ E / 41.801406°N,2.347025°E 41° 45′ 46″ N, 2° 15′ 06″ E / 41.762872°N,2.251771°E |           | Riera d'Avencó      | Modifica les dades a Wikidata |
|        | riera de Vallfornès | Vallès Oriental                              | curs d'aigua                                               | Desemboca: Mogent                                                            | 41° 45′ 51″ N, 2° 19′ 59″ E / 41.764083°N,2.333143°E 41° 36′ 49″ N, 2° 21′ 19″ E / 41.613516°N,2.355208°E |           | Riera de Vallfornès | Modifica les dades a Wikidata |

## edifici
| imatge | Nom                              | Ubicat a   | instància de | Detalls                                  | coordenades                                                                             | Protecció                                  | Commons (més fotos)          | Dades a WD                    |
| ------ | -------------------------------- | ---------- | ------------ | ---------------------------------------- | --------------------------------------------------------------------------------------- | ------------------------------------------ | ---------------------------- | ----------------------------- |
|        | Antic corral de l'Agustí         | Tagamanent | edifici      | 18th century                             | 41° 45′ 02″ N, 2° 18′ 22″ E / 41.75044°N,2.30598°E ca:Pla de la Calma.                  |                                            |                              | Modifica les dades a Wikidata |
|        | Antiga rectoria                  | Tagamanent | edifici      | Estil: arquitectura popular 18th century | 41° 44′ 13″ N, 2° 16′ 04″ E / 41.736878°N,2.267699°E ca:A la Vall del Congost. 339 msnm | bé integrant del patrimoni cultural català | Antiga rectoria (Tagamanent) | Modifica les dades a Wikidata |
|        | Caseta de l'Agustí               | Tagamanent | edifici      |                                          | 41° 44′ 02″ N, 2° 17′ 31″ E / 41.73402°N,2.29207°E ca:Sobre Vallcàrquera (Figaró).      |                                            |                              | Modifica les dades a Wikidata |
|        | Forn de vidre de Vallfornés      | Tagamanent | edifici      | Estil: arquitectura popular              |                                                                                         | bé integrant del patrimoni cultural català |                              | Modifica les dades a Wikidata |
|        | Pallissa del Mas de Santaeugènia | Tagamanent | edifici      | Estil: arquitectura popular 17th century | 41° 44′ 04″ N, 2° 16′ 03″ E / 41.734381°N,2.267415°E ca:Barri de Santa Eugènia          | bé integrant del patrimoni cultural català |                              | Modifica les dades a Wikidata |

## entitat singular de població
| imatge | Nom                       | Ubicat a   | instància de                                                                   | Detalls | coordenades                                                                      | Protecció | Commons (més fotos)       | Dades a WD                    |
| ------ | ------------------------- | ---------- | ------------------------------------------------------------------------------ | ------- | -------------------------------------------------------------------------------- | --------- | ------------------------- | ----------------------------- |
|        | Santa Eugènia del Congost | Tagamanent | entitat singular de població                                                   | 29 hab  | 41° 44′ 04″ N, 2° 16′ 06″ E / 41.73432°N,2.26832°E 337 msnm                      |           | Santa Eugènia del Congost | Modifica les dades a Wikidata |
|        | Tagamanent                | Tagamanent | entitat singular de població capital municipal ens local històric de Catalunya | 23 hab  | 41° 44′ 15″ N, 2° 16′ 02″ E / 41.73747°N,2.2672°E                                |           |                           | Modifica les dades a Wikidata |
|        | l'Avencó                  | Tagamanent | entitat singular de població                                                   | 57 hab  | 41° 45′ 55″ N, 2° 15′ 20″ E / 41.765277777777776°N,2.2555555555555555°E 403 msnm |           | L'Avencó (Tagamanent)     | Modifica les dades a Wikidata |
|        | la Pedralba               | Tagamanent | entitat singular de població                                                   | 230 hab | 41° 44′ 25″ N, 2° 16′ 08″ E / 41.740280538951°N,2.2689125806078°E 362 msnm       |           |                           | Modifica les dades a Wikidata |

## església
| imatge | Nom                                   | Ubicat a   | instància de     | Detalls                                   | coordenades | Protecció                                  | Commons (més fotos)                   | Dades a WD                    |
| ------ | ------------------------------------- | ---------- | ---------------- | ----------------------------------------- | --- | ------------------------------------------ | ------------------------------------- | ----------------------------- |
|        | Sant Cebrià de la Móra                | Tagamanent | església         | Estil: arquitectura romànica 12nd century | 41° 47′ 14″ N, 2° 18′ 40″ E / 41.7872°N,2.31121°E ca:Turó de Tagamanent, la Móra.                                     | bé integrant del patrimoni cultural català | Sant Cebrià de la Móra                | Modifica les dades a Wikidata |
|        | Sant Isidre de la Figuera             | Tagamanent | església         |                                           | 41° 46′ 46″ N, 2° 17′ 45″ E / 41.779532946439°N,2.29595898247917°E ca:masia de la Figuera                             |                                            | Sant Isidre de la Figuera             | Modifica les dades a Wikidata |
|        | Sant Martí de Tagamanent              | Tagamanent | església         | Estil: arquitectura romànica 11st century | 41° 44′ 53″ N, 2° 17′ 54″ E / 41.748°N,2.29846°E ca:Al peu del turó de Tagamanent 972 msnm                            | bé integrant del patrimoni cultural català | Sant Martí de Tagamanent              | Modifica les dades a Wikidata |
|        | Sant Nicolau                          | Tagamanent | església capella | Estat: ruïnós                             | 41° 45′ 42″ N, 2° 18′ 43″ E / 41.761771°N,2.311887°E ca:Masia del Bellit 1121 msnm                                    |                                            |                                       | Modifica les dades a Wikidata |
|        | Santa Maria de Tagamanent             | Tagamanent | església         |                                           | 41° 44′ 51″ N, 2° 17′ 46″ E / 41.747473°N,2.296084°E ca:Al Turó de Tagamanent 1056 msnm                               | bé integrant del patrimoni cultural català | Santa Maria de Tagamanent             | Modifica les dades a Wikidata |
|        | església de Santa Eugènia del Congost | Tagamanent | església         |                                           | 41° 44′ 04″ N, 2° 16′ 02″ E / 41.7344085467017°N,2.26723187493666°E ca:Camí Antic de Vic. Crtra. c-17, km 36 333 msnm |                                            | Església de Santa Eugènia del Congost | Modifica les dades a Wikidata |

## font
| imatge | Nom                              | Ubicat a   | instància de | Detalls                  | coordenades                                                                                              | Protecció | Commons (més fotos) | Dades a WD                    |
| ------ | -------------------------------- | ---------- | ------------ | ------------------------ | --- | --------- | ------------------- | ----------------------------- |
|        | Font Amargosa                    | Tagamanent | font         |                          | 41° 45′ 43″ N, 2° 16′ 00″ E / 41.76204°N,2.26665°E ca:Contraforts nord-oest del Turó, sota el Pujal.     |           |                     | Modifica les dades a Wikidata |
|        | font d'en Vinyes                 | Tagamanent | font         |                          | 41° 47′ 36″ N, 2° 17′ 32″ E / 41.7933712650655°N,2.29216072624443°E ca:pujant per l'esquerra de l'Avencó |           |                     | Modifica les dades a Wikidata |
|        | font de Santa Eulàlia            | Tagamanent | font         | Estil: modernisme català | 41° 43′ 44″ N, 2° 16′ 18″ E / 41.72882°N,2.27173°E ca:Vall del Congost, Can Pereras del Pla              |           |                     | Modifica les dades a Wikidata |
|        | font de la Plaça de l'Ajuntament | Tagamanent | font         | 20th century             | 41° 44′ 15″ N, 2° 16′ 01″ E / 41.7375°N,2.26704°E ca:Vall del Congost.                                   |           |                     | Modifica les dades a Wikidata |
|        | font de la coveta                | Tagamanent | font         | 19th century             | 41° 44′ 33″ N, 2° 16′ 06″ E / 41.74259°N,2.26822°E ca:Vall del Congost, barri de la Pedralba.            |           |                     | Modifica les dades a Wikidata |
|        | font del Pou                     | Tagamanent | font         | 20th century             | 41° 44′ 27″ N, 2° 16′ 24″ E / 41.74087°N,2.27328°E ca:Sobre el Barri de la Pedralba, al Folló.           |           |                     | Modifica les dades a Wikidata |

## forn de calç
| imatge | Nom                                | Ubicat a   | instància de | Detalls                                   | coordenades                                                                                         | Protecció                                  | Commons (més fotos) | Dades a WD                    |
| ------ | ---------------------------------- | ---------- | ------------ | ----------------------------------------- | --------------------------------------------------------------------------------------------------- | ------------------------------------------ | ------------------- | ----------------------------- |
|        | Forn de calç de la Pedralba I i II | Tagamanent | forn de calç | 18th century                              | 41° 44′ 27″ N, 2° 15′ 55″ E / 41.74083°N,2.26516°E ca:Vall del Congost, barri de la Pedralba.       |                                            |                     | Modifica les dades a Wikidata |
|        | Forn de la Font de la Molsa        | Tagamanent | forn de calç | Estil: arquitectura popular Estat: ruïnós | | bé integrant del patrimoni cultural català |                     | Modifica les dades a Wikidata |
|        | forn de calç de Castellseguer      | Tagamanent | forn de calç |                                           | 41° 44′ 04″ N, 2° 16′ 47″ E / 41.73433°N,2.27965°E ca:Sota el Turó de Tagamanent, a Castellseguer.  |                                            |                     | Modifica les dades a Wikidata |
|        | forn de la Font Amargosa           | Tagamanent | forn de calç |                                           | 41° 45′ 42″ N, 2° 15′ 55″ E / 41.76163°N,2.2653°E ca:Contraforts nord-oest del Turó, sota el Pujal. |                                            |                     | Modifica les dades a Wikidata |

## masia
| imatge | Nom                           | Ubicat a                      | instància de     | Detalls                                                                | coordenades | Protecció                                            | Commons (més fotos)               | Dades a WD                    |
| ------ | ----------------------------- | ----------------------------- | ---------------- | ---------------------------------------------------------------------- | --- | ---------------------------------------------------- | --------------------------------- | ----------------------------- |
|        | Cal Capellà                   | Tagamanent                    | masia casa       | Estat: bon estat                                                       | 41° 44′ 10″ N, 2° 16′ 11″ E / 41.73612222°N,2.26973056°E ca:Al sud del barri de la Pedralba, inici Casetes del Congost. 354 msnm             |                                                      | Cal Capellà (Tagamanent)          | Modifica les dades a Wikidata |
|        | Cal Frare del Serrat          | Tagamanent                    | masia            |                                                                        | 41° 44′ 04″ N, 2° 16′ 24″ E / 41.7344°N,2.27326°E                                                                                            |                                                      | Cal Frare del Serrat (Tagamanent) | Modifica les dades a Wikidata |
|        | Cal Músic                     | Tagamanent                    | masia            | 17th century Llarg: 7.5m Ample: 4m Alt: 6m                             | 41° 44′ 08″ N, 2° 16′ 19″ E / 41.7356°N,2.27192°E ca:Vall del Congost, Casetes del Congost. 390 msnm                                         |                                                      | Cal Músic (Tagamanent)            | Modifica les dades a Wikidata |
|        | Cal Petit                     | Tagamanent                    | masia            |                                                                        | 41° 43′ 51″ N, 2° 17′ 11″ E / 41.73095833°N,2.28643889°E                                                                                     |                                                      | Cal Petit (Tagamanent)            | Modifica les dades a Wikidata |
|        | Cal Toni Jaume                | Tagamanent                    | masia            |                                                                        | 41° 44′ 02″ N, 2° 16′ 07″ E / 41.733864°N,2.268639°E                                                                                         |                                                      |                                   | Modifica les dades a Wikidata |
|        | Cal Xesc                      | Tagamanent                    | masia            |                                                                        | 41° 44′ 09″ N, 2° 16′ 21″ E / 41.735731°N,2.272445°E ca:A les casetes del Congost. 390 msnm                                                  |                                                      | Cal Xesc (Tagamanent)             | Modifica les dades a Wikidata |
|        | Can Bellver                   | Tagamanent                    | masia            | Estil: arquitectura popular                                            | 41° 44′ 50″ N, 2° 18′ 12″ E / 41.7473°N,2.3033°E ca:estribacions del Pla de la Calma.                                                        | bé integrant del patrimoni cultural català           | Can Bellver                       | Modifica les dades a Wikidata |
|        | Can Bosc                      | Tagamanent                    | masia            |                                                                        | 41° 44′ 03″ N, 2° 18′ 23″ E / 41.734207251908°N,2.3062576929166°E ca:Estribació sud-est del Turó de Tagamanent. Sobre Vallcàrquera (Figaró). |                                                      |                                   | Modifica les dades a Wikidata |
|        | Can Coll                      | Tagamanent                    | masia            | 18th century                                                           | 41° 44′ 21″ N, 2° 17′ 33″ E / 41.7391688453162°N,2.29239550692678°E ca:Sota el Turó de Tagamanent.                                           |                                                      | Can Coll (Tagamanent)             | Modifica les dades a Wikidata |
|        | Can Cortines                  | Tagamanent                    | masia            |                                                                        | 41° 45′ 32″ N, 2° 15′ 01″ E / 41.758942359326°N,2.2502922354132°E ca:Vall del Congost                                                        |                                                      |                                   | Modifica les dades a Wikidata |
|        | Can Figuera                   | Tagamanent                    | masia            |                                                                        | 41° 46′ 25″ N, 2° 19′ 28″ E / 41.773578476566°N,2.32431148994702°E                                                                           |                                                      |                                   | Modifica les dades a Wikidata |
|        | Can Jeroni                    | Tagamanent                    | masia            |                                                                        | 41° 44′ 10″ N, 2° 16′ 13″ E / 41.736°N,2.27019167°E                                                                                          |                                                      | Can Jeroni (Tagamanent)           | Modifica les dades a Wikidata |
|        | Can Parellada                 | Tagamanent                    | masia            |                                                                        | 41° 46′ 16″ N, 2° 16′ 24″ E / 41.7711773608732°N,2.27327452257634°E                                                                          |                                                      |                                   | Modifica les dades a Wikidata |
|        | Can Pere Artigues             | Tagamanent                    | masia            |                                                                        | 41° 44′ 30″ N, 2° 16′ 03″ E / 41.7415701988857°N,2.26740300458212°E                                                                          |                                                      |                                   | Modifica les dades a Wikidata |
|        | Can Pere Jan                  | Tagamanent                    | masia            |                                                                        | 41° 44′ 08″ N, 2° 16′ 17″ E / 41.735675°N,2.27140278°E ca:Vall del Congost                                                                   |                                                      | Can Pere Jan (Tagamanent)         | Modifica les dades a Wikidata |
|        | Can Pere Moliner              | Tagamanent                    | masia            | Estil: arquitectura popular 17th century Llarg: 7.5m Ample: 4m Alt: 6m | 41° 44′ 08″ N, 2° 16′ 19″ E / 41.735598°N,2.271814°E ca:Vall del Congost, casetes del Congost. 380 msnm                                      | bé integrant del patrimoni cultural català           | Can Pere Moliner                  | Modifica les dades a Wikidata |
|        | Can Pere Torn del Serrat      | Tagamanent                    | masia            | Estil: arquitectura popular 17th century                               | 41° 44′ 03″ N, 2° 16′ 26″ E / 41.7341°N,2.27376°E ca:Al Barri de la Pedralba, Bosc del Pla.                                                  | bé integrant del patrimoni cultural català           | Can Pere Torn del Serrat          | Modifica les dades a Wikidata |
|        | Can Picamena                  | Tagamanent                    | masia            | Estat: ruïnós                                                          | 41° 47′ 19″ N, 2° 17′ 22″ E / 41.7885995923419°N,2.28956554979461°E 500 msnm                                                                 |                                                      | Can Picamena                      | Modifica les dades a Wikidata |
|        | Can Pou                       | Tagamanent                    | masia            | Estat: enderrocat o destruït                                           | 41° 44′ 08″ N, 2° 16′ 18″ E / 41.7356°N,2.27172°E 388 msnm                                                                                   |                                                      | Can Pou (Tagamanent)              | Modifica les dades a Wikidata |
|        | Can Sant                      | Tagamanent                    | masia            |                                                                        | 41° 43′ 53″ N, 2° 16′ 07″ E / 41.73134722°N,2.26858611°E                                                                                     |                                                      | Can Sant (Tagamanent)             | Modifica les dades a Wikidata |
|        | Can Xuclà                     | Tagamanent                    | masia            |                                                                        | 41° 45′ 41″ N, 2° 15′ 09″ E / 41.7615056347562°N,2.25248790999452°E                                                                          |                                                      |                                   | Modifica les dades a Wikidata |
|        | Casanova de Vallfornès        | Tagamanent                    | masia            |                                                                        | 41° 45′ 15″ N, 2° 19′ 58″ E / 41.754209493766°N,2.33287445173869°E                                                                           |                                                      |                                   | Modifica les dades a Wikidata |
|        | Caseta del Seguer             | Tagamanent                    | masia            |                                                                        | 41° 43′ 50″ N, 2° 16′ 53″ E / 41.730417812218°N,2.28139340249782°E ca:Vall de Vallcàrquera. Camí Tagamanent                                  |                                                      |                                   | Modifica les dades a Wikidata |
|        | Castellseguer                 | Tagamanent                    | masia            | Estil: arquitectura popular 17th century                               | 41° 44′ 06″ N, 2° 16′ 46″ E / 41.7351°N,2.27932°E ca:Pista des de la ctra. N-152 de Figueró, el Bosc del Pla 600 msnm                        | bé integrant del patrimoni cultural català           | Castellseguer                     | Modifica les dades a Wikidata |
|        | Corral d'en Perera            | Tagamanent                    | masia            |                                                                        | 41° 46′ 33″ N, 2° 19′ 17″ E / 41.7758940414562°N,2.32138735250954°E ca:Al Pla de la Calma, sota el Pla del Cafè.                             |                                                      |                                   | Modifica les dades a Wikidata |
|        | Ferreres                      | Tagamanent                    | masia            |                                                                        | 41° 47′ 54″ N, 2° 18′ 15″ E / 41.7982457443156°N,2.30424005643157°E ca:Riera d'Avencó, Torrent de Ferreres.                                  |                                                      |                                   | Modifica les dades a Wikidata |
|        | Mas Déu                       | Tagamanent Cànoves i Samalús  | masia            |                                                                        | 41° 44′ 24″ N, 2° 20′ 41″ E / 41.7399481649371°N,2.3448314090688°E                                                                           |                                                      |                                   | Modifica les dades a Wikidata |
|        | Montcau de Baix               | Tagamanent                    | masia            |                                                                        | 41° 45′ 25″ N, 2° 15′ 20″ E / 41.7569856820755°N,2.2554994853571°E ca:Sobre el barri de l'Avencó.                                            |                                                      |                                   | Modifica les dades a Wikidata |
|        | Montcau de Dalt               | Tagamanent                    | masia            |                                                                        | 41° 45′ 30″ N, 2° 15′ 30″ E / 41.7582736955896°N,2.25828739956488°E ca:Sobre el barri de l'Avencó.                                           |                                                      |                                   | Modifica les dades a Wikidata |
|        | Pereres del Pla               | Tagamanent                    | masia            | Estil: arquitectura modernista                                         | 41° 43′ 44″ N, 2° 16′ 17″ E / 41.728921°N,2.271397°E ca:Carretera C-17, entre Figaró i Tagamanent, el Bosc del Pla                           | bé integrant del patrimoni cultural català           | Pereres del Pla                   | Modifica les dades a Wikidata |
|        | Puig-agut                     | Tagamanent                    | masia            |                                                                        | 41° 45′ 33″ N, 2° 16′ 25″ E / 41.759224167454°N,2.2735093013716°E ca:Sota Turó de Tagamanent.                                                |                                                      |                                   | Modifica les dades a Wikidata |
|        | Santaeugènia                  | Tagamanent                    | masia            | Estil: arquitectura popular                                            | 41° 44′ 03″ N, 2° 16′ 02″ E / 41.734245°N,2.267346°E ca:Barri de Santa Eugènia.                                                              | bé integrant del patrimoni cultural català           | Santaeugènia                      | Modifica les dades a Wikidata |
|        | Torretes de la Coveta         | Tagamanent                    | masia            |                                                                        | 41° 44′ 31″ N, 2° 16′ 08″ E / 41.7419041543729°N,2.26892652797526°E                                                                          |                                                      |                                   | Modifica les dades a Wikidata |
|        | Vallfornès                    | Tagamanent                    | masia            | Estil: arquitectura popular                                            | 41° 44′ 20″ N, 2° 19′ 53″ E / 41.7388°N,2.3313°E ca:Sobre el pantà de Vallforners, pista que puja fins al Corral de Vallforners              | bé cultural d'interès nacional                       | Vallfornès                        | Modifica les dades a Wikidata |
|        | Vilardebò                     | Tagamanent                    | masia            | Estil: arquitectura popular 17th century                               | 41° 44′ 44″ N, 2° 16′ 46″ E / 41.745616°N,2.279398°E ca:Camí sota el torrent Vilardebò 697 msnm                                              | bé integrant del patrimoni cultural català           | Vilardebò (Tagamanent)            | Modifica les dades a Wikidata |
|        | el Bellit                     | Tagamanent                    | masia            |                                                                        | 41° 45′ 53″ N, 2° 18′ 21″ E / 41.764828716812°N,2.3059279111501°E                                                                            |                                                      | El Bellit (Tagamanent)            | Modifica les dades a Wikidata |
|        | el Clot                       | Tagamanent                    | masia            |                                                                        | 41° 47′ 14″ N, 2° 18′ 20″ E / 41.787344394183°N,2.3056850983697°E                                                                            |                                                      | El Clot (Tagamanent)              | Modifica les dades a Wikidata |
|        | el Cruells                    | Tagamanent                    | masia            |                                                                        | 41° 45′ 11″ N, 2° 16′ 29″ E / 41.75292739797°N,2.2747831209364°E ca:Sota el Turó de Tagamanent. 574 msnm                                     |                                                      | El Cruells                        | Modifica les dades a Wikidata |
|        | el Folló                      | Tagamanent                    | masia            | 17th century                                                           | 41° 44′ 26″ N, 2° 16′ 15″ E / 41.7406831217437°N,2.27096073085011°E ca:Sobre el Barri de la Pedralba. 479 msnm                               |                                                      | El Folló                          | Modifica les dades a Wikidata |
|        | el Forn                       | Tagamanent                    | masia            |                                                                        | 41° 44′ 12″ N, 2° 19′ 42″ E / 41.7365299444457°N,2.32843979011818°E                                                                          |                                                      |                                   | Modifica les dades a Wikidata |
|        | el Passerell                  | Tagamanent                    | masia            |                                                                        | 41° 45′ 18″ N, 2° 18′ 06″ E / 41.7549423112402°N,2.30159254015831°E                                                                          |                                                      |                                   | Modifica les dades a Wikidata |
|        | el Rubials                    | Tagamanent                    | masia            |                                                                        | 41° 44′ 30″ N, 2° 16′ 57″ E / 41.7416118443046°N,2.28256742394629°E                                                                          |                                                      |                                   | Modifica les dades a Wikidata |
|        | el Soler                      | Tagamanent                    | masia            |                                                                        | 41° 45′ 24″ N, 2° 16′ 51″ E / 41.756567701817°N,2.2807565194271°E ca:Sobre l'Avencó.                                                         |                                                      |                                   | Modifica les dades a Wikidata |
|        | el Solà                       | Tagamanent                    | masia            | 18th century Estat: ruïnós                                             | 41° 44′ 42″ N, 2° 17′ 13″ E / 41.744897037116°N,2.2869000840982°E ca:Sota el Turó de Tagamanent. 803 msnm                                    |                                                      | El Solà (Tagamanent)              | Modifica les dades a Wikidata |
|        | el Torn                       | Tagamanent                    | masia            | Estil: arquitectura popular                                            | 41° 44′ 20″ N, 2° 15′ 45″ E / 41.739°N,2.2626°E ca:Santa Eugènia del Congost.                                                                | bé integrant del patrimoni cultural català           | El Torn (Tagamanent)              | Modifica les dades a Wikidata |
|        | el Vesí                       | el Figaró-Montmany Tagamanent | masia            |                                                                        | 41° 43′ 50″ N, 2° 16′ 59″ E / 41.7305001528214°N,2.28303977468178°E                                                                          |                                                      |                                   | Modifica les dades a Wikidata |
|        | els Fondrats                  | Tagamanent                    | masia            | Estil: arquitectura popular Estat: ruïnós                              | 41° 46′ 07″ N, 2° 18′ 19″ E / 41.7687°N,2.30539°E ca:Pla de la Calma. 1023 msnm                                                              | bé integrant del patrimoni cultural català           |                                   | Modifica les dades a Wikidata |
|        | l'Agustí                      | Tagamanent                    | masia            | Estil: arquitectura popular 17th century                               | 41° 45′ 03″ N, 2° 18′ 21″ E / 41.7509°N,2.30573°E ca:Pla de la Calma                                                                         | bé integrant del patrimoni cultural català           | L'Agustí                          | Modifica les dades a Wikidata |
|        | la Casa Nova                  | Tagamanent                    | masia            |                                                                        | 41° 44′ 03″ N, 2° 16′ 08″ E / 41.734221282827°N,2.2689415113745°E                                                                            |                                                      |                                   | Modifica les dades a Wikidata |
|        | la Casa Nova de can Pere Torn | Tagamanent                    | masia            | Llarg: 14m Ample: 11m Alt: 10m                                         | 41° 44′ 00″ N, 2° 16′ 09″ E / 41.733401°N,2.269219°E                                                                                         |                                                      | La Casa Nova de can Pere Torn     | Modifica les dades a Wikidata |
|        | la Casa Nova del Bellit       | Tagamanent                    | masia            |                                                                        | 41° 45′ 22″ N, 2° 19′ 38″ E / 41.7559775353758°N,2.32715449910924°E                                                                          |                                                      |                                   | Modifica les dades a Wikidata |
|        | la Casa Vella                 | Tagamanent                    | masia            |                                                                        | 41° 44′ 42″ N, 2° 17′ 39″ E / 41.744917526007°N,2.29422058173772°E                                                                           |                                                      |                                   | Modifica les dades a Wikidata |
|        | la Caseta                     | Tagamanent                    | masia            |                                                                        | 41° 47′ 12″ N, 2° 19′ 11″ E / 41.7867372607973°N,2.31967242162665°E 1072 msnm                                                                |                                                      | La Caseta (Tagamanent)            | Modifica les dades a Wikidata |
|        | la Codina                     | Tagamanent                    | masia            |                                                                        | 41° 46′ 45″ N, 2° 17′ 07″ E / 41.77911333131°N,2.2853178289456°E                                                                             |                                                      |                                   | Modifica les dades a Wikidata |
|        | la Figuera                    | Tagamanent                    | masia            | Estil: arquitectura popular 17th century                               | 41° 46′ 44″ N, 2° 17′ 52″ E / 41.778857°N,2.297678°E ca:Riera Sot del Molí, on s'acaba la serra Fondrats                                     | bé integrant del patrimoni cultural català           | La Figuera (Tagamanent)           | Modifica les dades a Wikidata |
|        | la Jaça del Bellit            | Tagamanent                    | masia            |                                                                        | 41° 45′ 47″ N, 2° 18′ 47″ E / 41.763070833955°N,2.3131648485348°E                                                                            |                                                      |                                   | Modifica les dades a Wikidata |
|        | la Pedralba                   | Tagamanent                    | masia casa forta | 15th century                                                           | 41° 44′ 35″ N, 2° 16′ 05″ E / 41.743119°N,2.267992°E ca:Al Barri de la Pedralba.                                                             | bé d'interès cultural bé cultural d'interès nacional | La Pedralba                       | Modifica les dades a Wikidata |
|        | la Perera                     | Tagamanent                    | masia            |                                                                        | 41° 46′ 45″ N, 2° 17′ 59″ E / 41.779202247675°N,2.2997564370698°E ca:Estribacions del Pla de la Calma. 931 msnm                              |                                                      | La Perera (Tagamanent)            | Modifica les dades a Wikidata |
|        | la Torre                      | Tagamanent                    | masia            |                                                                        | 41° 44′ 41″ N, 2° 15′ 54″ E / 41.7446988943238°N,2.26509440030395°E ca:Vall del Congost.                                                     |                                                      | La Torre del Congost              | Modifica les dades a Wikidata |
|        | la Vila                       | Tagamanent                    | masia            | Estil: arquitectura popular 17th century                               | 41° 44′ 55″ N, 2° 16′ 31″ E / 41.748482°N,2.275289°E ca:Camí que surt de la Pedralba 682 msnm                                                | bé integrant del patrimoni cultural català           | La Vila (Tagamanent)              | Modifica les dades a Wikidata |
|        | les Planes                    | Tagamanent                    | masia            |                                                                        | 41° 43′ 55″ N, 2° 17′ 19″ E / 41.7320741757617°N,2.28848130727347°E ca:Sobre Vallcàrquera (Figaró).                                          |                                                      |                                   | Modifica les dades a Wikidata |

## muntanya
| imatge | Nom                       | Ubicat a                                        | instància de | Detalls | coordenades                                                                   | Protecció | Commons (més fotos)       | Dades a WD                    |
| ------ | ------------------------- | ----------------------------------------------- | ------------ | ------- | ----------------------------------------------------------------------------- | --------- | ------------------------- | ----------------------------- |
|        | Morro Negre               | Tagamanent                                      | muntanya     |         | 41° 44′ 07″ N, 2° 20′ 22″ E / 41.73527778°N,2.33958333°E 964 msnm             |           | Morro Negre               | Modifica les dades a Wikidata |
|        | Pedres Blanques           | Tagamanent el Brull                             | muntanya     |         | 41° 45′ 55″ N, 2° 19′ 59″ E / 41.76520278°N,2.33311111°E 1270.5 msnm          |           |                           | Modifica les dades a Wikidata |
|        | Puig-agut                 | Tagamanent                                      | muntanya     |         | 41° 45′ 37″ N, 2° 16′ 10″ E / 41.7602°N,2.26947°E 702.4 msnm                  |           | Puig-agut                 | Modifica les dades a Wikidata |
|        | Roca Centella             | el Figaró-Montmany Tagamanent Cànoves i Samalús | muntanya     |         | 41° 43′ 11″ N, 2° 19′ 20″ E / 41.719722222222°N,2.3222222222222°E 1000.5 msnm |           | Roca Centella             | Modifica les dades a Wikidata |
|        | Serrat de l'Ollar         | Tagamanent                                      | muntanya     |         | 41° 44′ 43″ N, 2° 18′ 55″ E / 41.745224°N,2.315361°E 1120 msnm                |           | Serrat de l'Ollar         | Modifica les dades a Wikidata |
|        | Turó Monner               | Tagamanent                                      | muntanya     |         | 41° 44′ 22″ N, 2° 18′ 57″ E / 41.73955556°N,2.31594444°E 1106.7 msnm          |           | Turó Monner               | Modifica les dades a Wikidata |
|        | Turó d'en Cuc             | Tagamanent Sant Pere de Vilamajor Montseny      | muntanya     |         | 41° 44′ 47″ N, 2° 21′ 04″ E / 41.7463°N,2.35118°E 1236.8 msnm                 |           |                           | Modifica les dades a Wikidata |
|        | Turó de Tagamanent        | Tagamanent                                      | muntanya     |         | 41° 44′ 51″ N, 2° 17′ 46″ E / 41.7474775481°N,2.29602067502°E 1056 msnm       |           | Turó de Tagamanent        | Modifica les dades a Wikidata |
|        | Turó de la Primavera      | Tagamanent                                      | muntanya     |         | 41° 45′ 16″ N, 2° 19′ 36″ E / 41.7545°N,2.32675°E 1233.8 msnm                 |           | Turó de la Primavera      | Modifica les dades a Wikidata |
|        | Turó de la Roureda        | Tagamanent                                      | muntanya     |         | 41° 45′ 25″ N, 2° 15′ 47″ E / 41.75688889°N,2.26316667°E 621.4 msnm           |           |                           | Modifica les dades a Wikidata |
|        | Turó de la Torre          | Tagamanent el Brull                             | muntanya     |         | 41° 46′ 03″ N, 2° 20′ 02″ E / 41.76737472°N,2.33376528°E 1269 msnm            |           |                           | Modifica les dades a Wikidata |
|        | Turó del Mas              | Tagamanent el Brull                             | muntanya     |         | 41° 47′ 32″ N, 2° 19′ 06″ E / 41.7922°N,2.31842°E 1020.4 msnm                 |           |                           | Modifica les dades a Wikidata |
|        | Turó del Pi Novell        | Cànoves i Samalús Montseny Tagamanent           | muntanya     |         | 41° 44′ 36″ N, 2° 21′ 27″ E / 41.7433°N,2.35756°E 1225 msnm                   |           |                           | Modifica les dades a Wikidata |
|        | Turó del Pla dels Emprius | Tagamanent                                      | muntanya     |         | 41° 45′ 06″ N, 2° 19′ 18″ E / 41.75155556°N,2.32177778°E 1195.6 msnm          |           | Turó del Pla dels Emprius | Modifica les dades a Wikidata |
|        | Turó del Seguer           | Tagamanent                                      | muntanya     |         | 41° 43′ 56″ N, 2° 16′ 44″ E / 41.732095°N,2.278918°E 654 msnm                 |           | Turó del Seguer           | Modifica les dades a Wikidata |
|        | Turó del Socarrat         | Tagamanent Montseny                             | muntanya     |         | 41° 45′ 10″ N, 2° 20′ 39″ E / 41.75286111°N,2.34413889°E 1297.9 msnm          |           |                           | Modifica les dades a Wikidata |
|        | Turó dels Reis            | Tagamanent                                      | muntanya     |         | 41° 44′ 52″ N, 2° 17′ 26″ E / 41.74774722°N,2.29061944°E 944.9 msnm           |           |                           | Modifica les dades a Wikidata |
|        | el Mojó                   | Tagamanent                                      | muntanya     |         | 41° 43′ 38″ N, 2° 19′ 20″ E / 41.7272°N,2.32231°E 1018.8 msnm                 |           | El Mojó (Tagamanent)      | Modifica les dades a Wikidata |
|        | el Parany                 | Tagamanent                                      | muntanya     |         | 41° 44′ 59″ N, 2° 18′ 48″ E / 41.74977778°N,2.31330556°E 1151.9 msnm          |           | El Parany (Tagamanent)    | Modifica les dades a Wikidata |
|        | el Sui                    | Tagamanent Montseny                             | muntanya     |         | 41° 44′ 57″ N, 2° 20′ 44″ E / 41.749114°N,2.345652°E 1319 msnm                |           | El Sui                    | Modifica les dades a Wikidata |
|        | turó de la Papiola        | Tagamanent                                      | muntanya     |         | 41° 46′ 58″ N, 2° 17′ 30″ E / 41.782828°N,2.291761°E 777 msnm                 |           | Turó de la Papiola        | Modifica les dades a Wikidata |

## pont
| imatge | Nom                               | Ubicat a              | instància de          | Detalls                                                               | coordenades | Protecció                                  | Commons (més fotos)               | Dades a WD                    |
| ------ | --------------------------------- | --------------------- | --------------------- | --------------------------------------------------------------------- | --- | ------------------------------------------ | --------------------------------- | ----------------------------- |
|        | Pont d'en Pere Curt               | Aiguafreda Tagamanent | pont                  | Estil: arquitectura popular Travessa: riera d'Avencó Estat: bon estat | 41° 46′ 14″ N, 2° 16′ 21″ E / 41.7706°N,2.27251°E ca:Riera d'Avencó                                              | bé integrant del patrimoni cultural català | Pont d'en Pere Curt               | Modifica les dades a Wikidata |
|        | Pont d'en Picamena                | Aiguafreda Tagamanent | pont                  | Estil: arquitectura popular 19th century Travessa: riera d'Avencó     | 41° 47′ 20″ N, 2° 17′ 21″ E / 41.7889°N,2.28921°E ca:Riera d'Avencó 496 msnm                                     | bé integrant del patrimoni cultural català | Pont d'en Picamena                | Modifica les dades a Wikidata |
|        | pont de Santa Eugènia del Congost | Tagamanent            | pont                  | Estil: arquitectura popular Travessa: Congost                         | 41° 44′ 05″ N, 2° 16′ 05″ E / 41.73476°N,2.268072°E 333 msnm                                                     | bé integrant del patrimoni cultural català | Pont de Santa Eugènia del Congost | Modifica les dades a Wikidata |
|        | pont de la Xoriguera              | Aiguafreda Tagamanent | pont pont de vianants | Travessa: riera d'Avencó                                              | 41° 45′ 57″ N, 2° 15′ 19″ E / 41.765698263097555°N,2.255378365516663°E                                           |                                            | Pont de la Xoriguera              | Modifica les dades a Wikidata |
|        | pont del Molí d'Avencó            | Tagamanent Aiguafreda | pont                  | Travessa: riera d'Avencó                                              | 41° 45′ 55″ N, 2° 15′ 36″ E / 41.765322150625295°N,2.2598898410797124°E                                          |                                            | Pont del Molí d'Avencó            | Modifica les dades a Wikidata |
|        | pont del Torn                     | Tagamanent            | pont                  | Travessa: Congost                                                     | 41° 44′ 14″ N, 2° 15′ 59″ E / 41.7372316285631°N,2.26643016705141°E ca:Vall del Congost, al riu Congost 338 msnm |                                            | Pont del Torn                     | Modifica les dades a Wikidata |

## pou de neu
| imatge | Nom                                  | Ubicat a   | instància de | Detalls                          | coordenades                                                               | Protecció                                  | Commons (més fotos)                  | Dades a WD                    |
| ------ | ------------------------------------ | ---------- | ------------ | -------------------------------- | ------------------------------------------------------------------------- | ------------------------------------------ | ------------------------------------ | ----------------------------- |
|        | Pou de la Font de la Molsa           | Tagamanent | pou de neu   | Estil: arquitectura popular      | 41° 44′ 38″ N, 2° 15′ 59″ E / 41.74393°N,2.26629°E ca:Ola Pedralba        | bé integrant del patrimoni cultural català |                                      | Modifica les dades a Wikidata |
|        | Poues del Molí de l'Avencó, número 1 | Tagamanent | pou de neu   | Estil: arquitectura popular 1701 | 41° 45′ 56″ N, 2° 15′ 54″ E / 41.765665°N,2.26511°E ca:Barri de l'Avencó. | bé cultural d'interès local                |                                      | Modifica les dades a Wikidata |
|        | Poues del Molí de l'Avencó, número 2 | Tagamanent | pou de neu   | Estil: arquitectura popular 1619 | 41° 45′ 53″ N, 2° 15′ 49″ E / 41.764737°N,2.263617°E ca:Barri de l'Avencó | bé cultural d'interès local                |                                      | Modifica les dades a Wikidata |
|        | Poues del Molí de l'Avencó, número 3 | Tagamanent | pou de neu   | Estil: arquitectura popular      | 41° 45′ 54″ N, 2° 15′ 51″ E / 41.765101°N,2.26413°E                       | bé cultural d'interès local                | Poues del Molí de l'Avencó, número 3 | Modifica les dades a Wikidata |
|        | pous de glaç de l'Avencó             | Tagamanent | pou de neu   |                                  | 41° 45′ 57″ N, 2° 15′ 54″ E / 41.7657°N,2.26511°E                         |                                            | Pous de glaç de l'Avencó             | Modifica les dades a Wikidata |

## serra
| imatge | Nom               | Ubicat a   | instància de | Detalls | coordenades                                                         | Protecció | Commons (més fotos)        | Dades a WD                    |
| ------ | ----------------- | ---------- | ------------ | ------- | ------------------------------------------------------------------- | --------- | -------------------------- | ----------------------------- |
|        | Serra Madrona     | Tagamanent | serra        |         | 41° 45′ 37″ N, 2° 16′ 48″ E / 41.760217°N,2.280087°E 740 msnm       |           | Serra Madrona (Tagamanent) | Modifica les dades a Wikidata |
|        | serra de Fondrats | Tagamanent | serra        |         | 41° 46′ 10″ N, 2° 17′ 10″ E / 41.76936111°N,2.28616667°E 932.7 msnm |           | Serra de Fondrats          | Modifica les dades a Wikidata |
|        | serra de Picamena | Tagamanent | serra        |         | 41° 47′ 32″ N, 2° 18′ 06″ E / 41.79213611°N,2.30172083°E 930 msnm   |           | Serra de Picamena          | Modifica les dades a Wikidata |
|        | serrat del Bellit | Tagamanent | serra        |         | 41° 45′ 53″ N, 2° 17′ 52″ E / 41.7646°N,2.29767°E 1121.9 msnm       |           |                            | Modifica les dades a Wikidata |

## Misc
| imatge | Nom                                 | Ubicat a                                                              | instància de                                          | Detalls                     | coordenades | Protecció                                            | Commons (més fotos)                  | Dades a WD                    |
| ------ | ----------------------------------- | --------------------------------------------------------------------- | ----------------------------------------------------- | --------------------------- | --- | ---------------------------------------------------- | ------------------------------------ | ----------------------------- |
|        | Can Carlos                          | Tagamanent                                                            | casa                                                  |                             | 41° 45′ 23″ N, 2° 16′ 31″ E / 41.75637°N,2.27526°E ca:Estribació nord-oest del Turó de Tagamanent.                                                   |                                                      |                                      | Modifica les dades a Wikidata |
|        | Castell de Tagamanent               | Tagamanent                                                            | castell                                               | Estil: arquitectura popular | 41° 44′ 51″ N, 2° 17′ 44″ E / 41.7475°N,2.29556°E Vallès Oriental                                                                                    | bé d'interès cultural bé cultural d'interès nacional | Castell de Tagamanent                | Modifica les dades a Wikidata |
|        | El Parany                           | Tagamanent                                                            | vèrtex geodèsic                                       | Alt: 1.2m                   | 41° 44′ 59″ N, 2° 18′ 49″ E / 41.749673°N,2.313622°E 1153.363 msnm                                                                                   |                                                      |                                      | Modifica les dades a Wikidata |
|        | Els Degotalls                       | Tagamanent                                                            |                                                       |                             | 41° 44′ 17″ N, 2° 16′ 32″ E / 41.73818°N,2.27565°E ca:Sobre el Barri de la Pedralba, al Folló.                                                       |                                                      |                                      | Modifica les dades a Wikidata |
|        | Molí d'Avencó                       | Tagamanent                                                            | molí d'aigua                                          |                             | 41° 45′ 55″ N, 2° 15′ 36″ E / 41.7652372551993°N,2.25986740799788°E 403 msnm                                                                         |                                                      | Molí d'Avencó                        | Modifica les dades a Wikidata |
|        | Pla de la Calma                     | Tagamanent Sant Pere de Vilamajor Montseny Cànoves i Samalús el Brull | plana altiplà                                         |                             | 41° 45′ 44″ N, 2° 20′ 01″ E / 41.7623°N,2.3335°E |                                                      | Pla de la Calma                      | Modifica les dades a Wikidata |
|        | barraca d'en Ramon                  | Tagamanent                                                            | cabana                                                |                             | 41° 45′ 38″ N, 2° 20′ 14″ E / 41.7606654334959°N,2.33718638289648°E                                                                                  |                                                      |                                      | Modifica les dades a Wikidata |
|        | capella de la Rectoria              | Tagamanent                                                            | capella edifici religiós                              |                             | 41° 44′ 13″ N, 2° 16′ 05″ E / 41.736915588378906°N,2.267935991287231°E ca:Camí Antic de Vic. Crtra. c-17, km 36                                      |                                                      |                                      | Modifica les dades a Wikidata |
|        | casa consistorial de Tagamanent     | Tagamanent                                                            | casa consistorial                                     |                             | 41° 44′ 15″ N, 2° 16′ 02″ E / 41.7374177°N,2.2671563°E 339 msnm                                                                                      |                                                      | Casa de la Vila de Tagamanent        | Modifica les dades a Wikidata |
|        | cementiri de Tagamanent             | Tagamanent                                                            | cementiri                                             |                             | 41° 44′ 05″ N, 2° 16′ 04″ E / 41.73474961111111°N,2.267668194444445°E 335 msnm                                                                       |                                                      | Cementiri de Tagamanent              | Modifica les dades a Wikidata |
|        | les Casetes del Congost             | Tagamanent                                                            | veïnat conjunt d'edificis                             | 17th century                | 41° 44′ 09″ N, 2° 16′ 12″ E / 41.735749°N,2.270124°E ca:Vall del Congost, estribacions del barri de la Pedralba.                                     |                                                      | Les Casetes del Congost (Tagamanent) | Modifica les dades a Wikidata |
|        | monument al Beat Miró de Tagamanent | Tagamanent                                                            | monument                                              | 20th century                | 41° 44′ 27″ N, 2° 15′ 55″ E / 41.74093°N,2.26533°E ca:Vall del Congost.                                                                              |                                                      |                                      | Modifica les dades a Wikidata |
|        | presa al riu Congost                | Tagamanent                                                            | assut estructura arquitectònica element arquitectònic |                             | 41° 44′ 11″ N, 2° 16′ 05″ E / 41.73640060424805°N,2.2680490016937256°E ca:Sobre el riu Congost, entre la rectoria Vella i Santa Eugènia del Congost. |                                                      |                                      | Modifica les dades a Wikidata |